# Joana de Laval

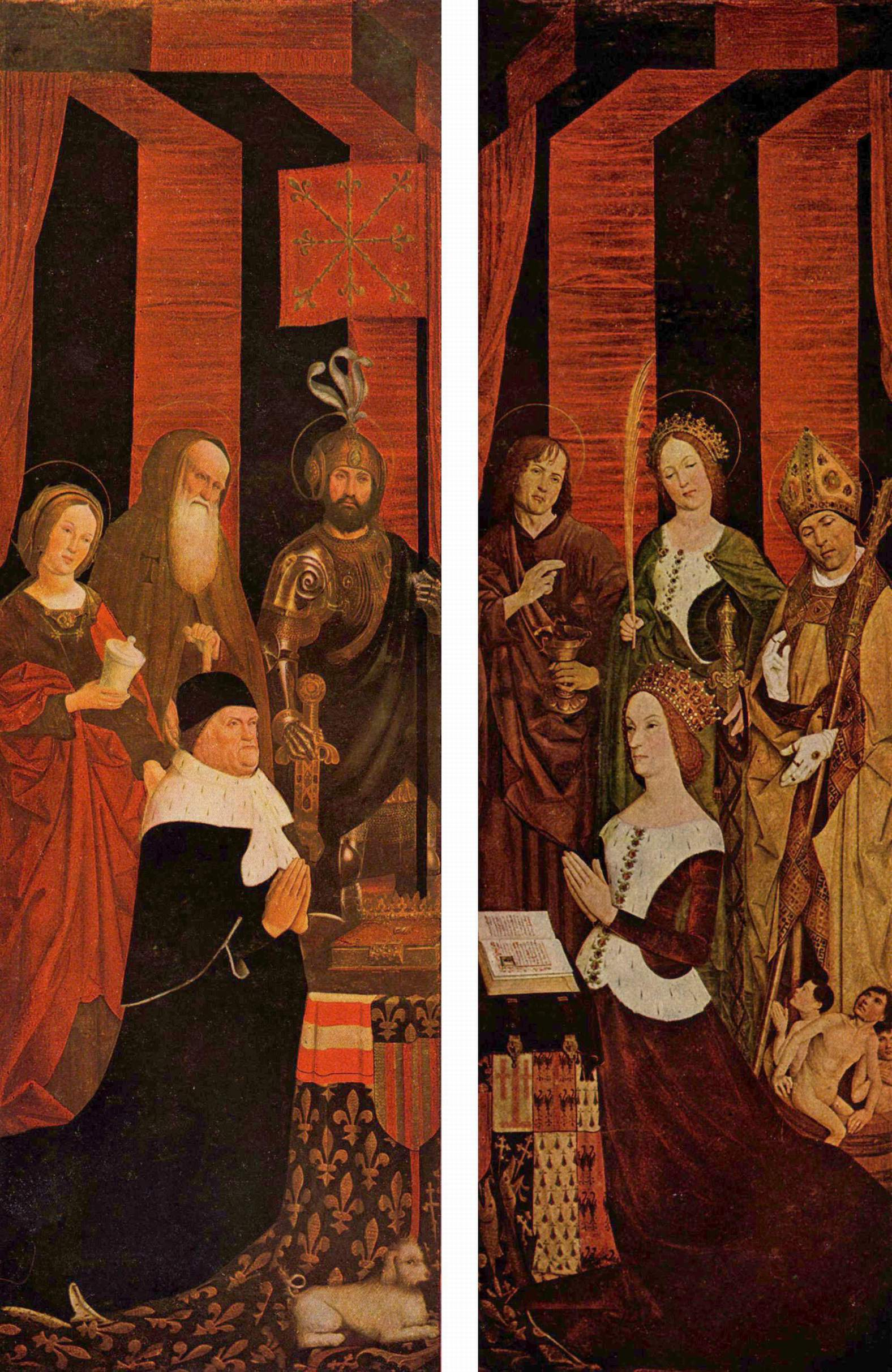
El rei Renat i la seva esposa Joana són representats sobre un tríptic pintat per Nicolas Forment el 1475 esposat a la catedral d'Aix

Joana de Laval (1433, Auray - 1498, Beaufort-en-Vallée fou la filla de Guiu XIV de Laval i d'Isabel de Bretanya. Es va casar el 10 de setembre de 1454 a Angers amb Renat I d'Anjou.

## Família
```
Guiu XIV de Laval
x Isabel de Bretanya 
│
├──> 
Guiu XV
 de Laval
│
├──> 
Pere de Laval
, arquebisbe de Reims 
│
├──> Joana de Laval 
│ x 
Renat I d'Anjou

│ 
x 
Francesca de Dinan
```

El contracte de matrimoni va ser concertat el 3 de setembre de 1454, i el matrimoni celebrat el 10 a l'abadia de Saint-Nicolas d'Angers. El rei i la reina van fer la seva entrada a Angers el 12. Joana de Laval, que era dolça i afectuós, sembla haver estat molt estimada pel seu marit (que tenia 24 anys més que ella i era vidu de la duquessa Isabel de Lorena). Després d'haver viscut tres anys als casals dels voltants d'Angers i de Saumur, el rei i la reina van viure a Provença de 1457 a 1462, i a Anjou de 1462 a 1469. Joana de Laval mai no va oblidar el seu bressol familiar, i va enriquir l'església dels dominicans, dels franciscans, de Saint-Tugal a Laval amb vidrieres i obres d'art.

## La cort del rei
Pierre Le Baud va ser el seu secretari. A Ais de Provença i a Angers va participar amb el seu marit en una cort literària i erudita. El poema Regnauld i Jeanneton fou compost pel rei René en honor de Jeanne de Laval; no és impossible que aquest hi hagi posat una bona dosi novel·lesca convencional. Renat d'Anjou i Jeanne de Laval seran pintats per Nicolas Forment al segle xv. La reina Joana de Laval posseïa un saltiri ricament il·luminat (el manuscrit 41 de la biblioteca municipal de Poitiers). Va viure a Provença, que li agradava, de 1469 a 1480.

## Mort de Renat d'Anjou
A la mort de Renat d'Anjou el 1480 (sense haver tingut fills amb Joana), aquest va llegar a la seva dona, grans ingressos a Anjou, a Provença, i al Barrois. Va conservar l'usdefruit del comtat de Beaufort, i la senyoria de Mirebeau (que intercanvia per la baronia d'Aubanha a Provença) i residia tan aviat a Beaufort com a Saumur. Era popular per a la seva benevolència i la seva generositat. Els habitants de Beaufort li agraïren d'haver reglamentat l'ús de les praderies comunes. Va morir a Saumur el 1498 i un carrer de la vila porta encara el seu nom «Reina de Sicília ». Pel seu testament, demanava ser inhumada, sense monument, a la catedral d'Angers. El seu cor va ser dipositat als franciscans d'Angers, al costat del del seu marit.

## Representació
Figura al tríptic del Matoll Ardent de la catedral d'Ais de Provença, i en un quadre del Museu de Cluny, on és representada amb Renat I d'Anjou, escoltant la predicació de Santa Magdalena. El gabinet de medalles de la Biblioteca Nacional de França (BNF) posseeix dues medalles, el rei Renat i la reina Joana datant de 1462. Una miniatura la representa, envoltada de les seves dames, al manuscrit de la versió francesa del Pelegrinatge de la vida humana (biblioteca de l'Arsenal). Alguns monuments li han estat construïts a Beaufort (1842), als Rosiers (1875), i a Tarascó.
Una estàtua de peu, de grandària natural, de Joana de Laval, està instal·lada al «Jardí Public» del poble de Noisay a Indre i Loira.